# André Monette
Pour les articles homonymes, voir Monette.
 (janvier 2022).
Si vous disposez d'ouvrages ou d'articles de référence ou si vous connaissez des sites web de qualité traitant du thème abordé ici, merci de compléter l'article en donnant les références utiles à sa vérifiabilité et en les liant à la section « Notes et références ».
André Monette est un producteur de télévision québécois.

## Biographie
Avec Jean-François Mercier, il a dirigé le boîte de production Point de Mire, fondée par Lise Payette. Il a travaillé, tant à Radio-Canada, qu'à Télé-Québec, où il a produit plusieurs séries avec Janette Bertrand. Il a été professeur à l'Inis. 

## Filmographie
- 2001 : Emma (série TV)
- 2002 : Le Plateau (série TV)
- 2003 : Grande Ourse (série TV)
- 2005 : L'Héritière de Grande Ourse (feuilleton TV)